# Savez za bolju budućnost Bosne i Hercegovine
Die Savez za bolju budućnost Bosne i Hercegovine (deutsch Union für eine bessere Zukunft Bosnien und Herzegowinas, kurz SBB) ist eine politische Partei in Bosnien und Herzegowina.
Gegründet wurde die Partei im September 2009 von Fahrudin Radončić, dem Gründer und Inhaber von Dnevni avaz, der größten Tageszeitung in Bosnien und Herzegowina.
Bis zum 20. April 2017 hat die Partei über 76.000 Mitglieder.